# Jari Mäenpää
Jari Mäenpää (23 dicembre 1977) è un chitarrista e cantante finlandese, noto per essere stato il frontman degli Ensiferum e attualmente dei Wintersun, gruppo musicale da lui fondato nel 2004.

## Biografia
Ha iniziato a suonare la chitarra elettrica all'età di 15 anni seguendo le orme del suo amico Oliver Fokin (con cui poi suonerà negli Arthemesia ed Ensiferum).
Nel 1996 lasciò la sua prima band, gli Immemorial, per unirsi agli Ensiferum diventando frontman del gruppo. Con gli Ensiferum pubblicò due album, Ensiferum (2001) ed Iron (2004).
Nel 1997 Mäenpää ha dovuto sospendere la sua carriera musicale per prendere parte alle Forze di difesa finlandesi. In un'intervista ha affermato che la sua permanenza nell'esercito non gli è piaciuta, ed inoltre è stato probabilmente il luogo in cui ha contratto la tubercolosi, che gli è costata l'asportazione del 25% di un polmone.
Suonò con gli Ensiferum fino al 2004, quando decise di dedicarsi al primo album dei Wintersun anziché seguire il tour in programma con la prima band.
L'album di debutto dei Wintersun venne interamente suonato da Mäenpää (a esclusione delle parti di batteria), e uscì nel settembre 2004 ottenendo giudizi molto positivi. I successivi album Time I (2012) e The Forest Seasons (2017) hanno ottenuto giudizi contrastanti.

## Discografia

### Con gli Ensiferum

#### Demo

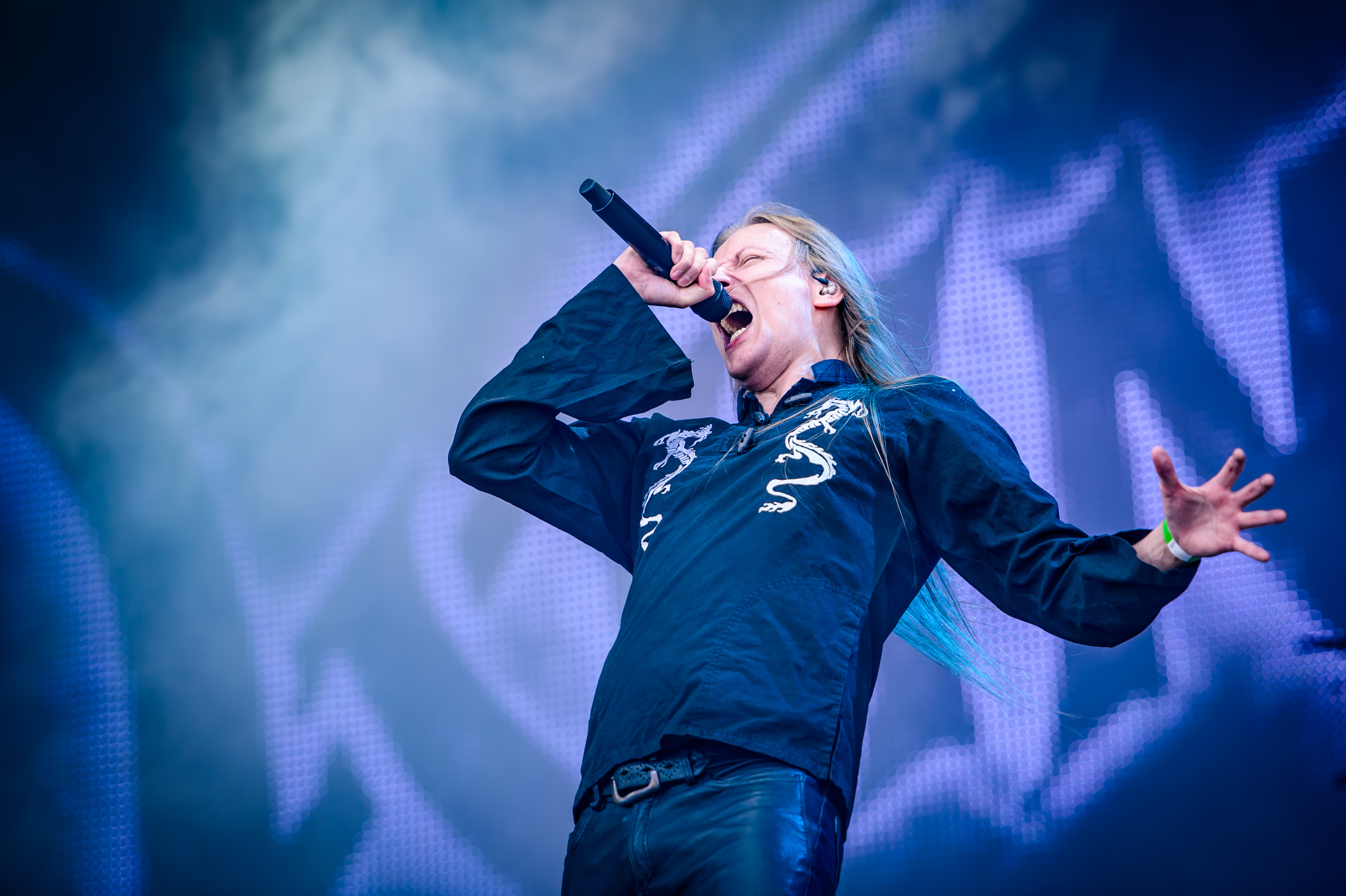
Jari Mäenpää nel 2018

- Demo I - 1997
- Demo II - 1999
- Hero in a Dream - 1999

#### Full-length
- Ensiferum - 2001
- Iron - 2004

#### Raccolte
- 1997-1999 - 2005

### Con gli Arthemesia
- Devs-Iratvs - 2001

### Con i Wintersun

#### Demo
- Winter Madness - 2004

#### Full-length
- Wintersun - 2004
- Time I - 2012
- The Forest Seasons - 2017
- Time II - 2024

#### DVD
- Live at Summer Breeze 2005 - 2006

### Altre partecipazioni
- Cadacross:Corona Borealis - 2001
- Nuclear Blast All Stars:Out of the Dark - 2007